# قلعه ملکی
قلعه ملکی مربوط به اواخر دوره افشار - دوره زند است و در شهرستان خاتم، بخش مرکزی، شهر هرات، خیابان شهید بهشتی، کوچه ملکی واقع شده و این اثر در تاریخ ۲۷ بهمن ۱۳۸۷ با شمارهٔ ثبت ۲۴۴۹۵ به‌عنوان یکی از آثار ملی ایران به ثبت رسیده‌است.